# Радонеж (остановочный пункт)
Ра́донеж — остановочный пункт Ярославского направления Московской железной дороги в селе Абрамцево Сергиево-Посадского района Московской области.
До 17 апреля 1993 года носил название 55-й километр. Переименован в честь села Радонеж и 600-летия со дня смерти Сергия Радонежского[уточнить]. Однако до села Радонеж примерно 5 км по прямой линии или примерно 8 км по проезжим дорогам, при этом между ОП и селом нет общественного транспорта.
Расположен в 55 километрах от Ярославского вокзала Москвы.
Две боковые платформы, два электрифицированных пути, турникеты отсутствуют. Одна касса на платформе в сторону Москвы. Реконструкции не подвергалась.
Остановки общественного транспорта отсутствуют.